# Javier Sánchez
Javier Sánchez Vicario (* 1. Februar 1968 in Pamplona) ist ein ehemaliger spanischer Tennisspieler.

## Karriere
Er wurde 1986 Profi und gewann 1987 sein erstes Profitennisturnier. Seinen ersten Einzelturniersieg konnte er 1988 in Buenos Aires erreichen. Seine höchste Platzierung in der Weltrangliste war Platz 23 im Einzel (1994) und Platz 9 im Doppel (1990).
Javier Sánchez Schwester Arantxa und sein Bruder Emilio waren ebenfalls erfolgreiche Tennisspieler.
Seinen letzten Einzeltitel konnte er 1996 in Tel Aviv erringen und seinen letzten Doppeltitel schaffte er 1999 in Umag.
Im Jahr 2000 trat Javier Sánchez vom Turniertennis zurück. Danach wurde er Eigentümer und Geschäftsführer des Herstellers von Tennisbelägen GreenSet.

## Erfolge
| Legende (Anzahl der Siege)                           |
| Grand Slam                                           |
| Tennis Masters Cup                                   |
| ATP Masters Series ATP World Tour Masters 1000 (2)   |
| ATP International Series Gold ATP World Tour 500 (1) |
| ATP International Series ATP World Tour 250 (27)     |
| ATP Challenger Tour (10)                             |

| Titel nach Belag |
| Hartplatz (7)    |
| Sand (23)        |
| Rasen (0)        |
| Teppich (0)      |

### Einzel

#### Turniersiege

##### ATP Tour
| Nr. | Datum            | Turnier      | Belag     | Finalgegner            | Ergebnis       |
| --- | ---------------- | ------------ | --------- | ---------------------- | -------------- |
| 1.  | 7. November 1988 | Buenos Aires | Sand      | Guillermo Pérez Roldán | 6:2, 7:6       |
| 2.  | 12. Juni 1989    | Bologna (1)  | Sand      | Franco Davín           | 6:1, 6:0       |
| 3.  | 16. Mai 1994     | Bologna (2)  | Sand      | Alberto Berasategui    | 7:63, 4:6, 6:3 |
| 4.  | 14. Oktober 1996 | Tel Aviv     | Hartplatz | Marcos Ondruska        | 6:4, 7:5       |

##### Challenger Tour
| Nr. | Datum           | Turnier   | Belag     | Finalgegner       | Ergebnis      |
| --- | --------------- | --------- | --------- | ----------------- | ------------- |
| 1.  | 7. März 1988    | Madeira   | Hartplatz | David Lewis       | 6:1, 6:1      |
| 2.  | 3. Oktober 1988 | Estoril   | Hartplatz | Gianluca Pozzi    | 4:6, 6:3, 6:2 |
| 3.  | 5. August 1991  | Segovia   | Hartplatz | Francisco Montana | 6:3, 6:2      |
| 4.  | 12. Juli 1993   | Newcastle | Hartplatz | Jonas Björkman    | 6:3, 4:6, 6:4 |

#### Finalteilnahmen
| Nr. | Datum              | Turnier   | Belag       | Finalgegner            | Ergebnis      |
| --- | ------------------ | --------- | ----------- | ---------------------- | ------------- |
| 1.  | 14. September 1987 | Madrid    | Sand        | Emilio Sánchez Vicario | 3:6, 6:3, 2:6 |
| 2.  | 6. November 1989   | São Paulo | Teppich (i) | Martín Jaite           | 6:7, 3:6      |
| 3.  | 13. Mai 1991       | Umag      | Sand        | Dmytro Poljakow        | 4:6, 4:6      |
| 4.  | 9. September 1991  | Brasília  | Teppich     | Andrés Gómez           | 4:6, 6:3, 3:6 |
| 5.  | 13. April 1992     | Nizza     | Sand        | Gabriel Markus         | 4:6, 4:6      |
| 6.  | 2. August 1993     | Kitzbühel | Sand        | Thomas Muster          | 3:6, 5:7, 4:6 |
| 7.  | 31. Juli 1995      | Prag      | Sand        | Bohdan Ulihrach        | 2:6, 2:6      |
| 8.  | 9. Oktober 1995    | Tel Aviv  | Hartplatz   | Ján Krošlák            | 3:6, 4:6      |

### Doppel

#### Turniersiege

##### ATP Tour
| Nr. | Datum              | Turnier           | Belag     | Doppelpartner    | Finalgegner                         | Ergebnis      |
| --- | ------------------ | ----------------- | --------- | ---------------- | ----------------------------------- | ------------- |
| 1.  | 20. September 1987 | Madrid            | Sand      | Carlos di Laura  | Sergio Casal Emilio Sánchez Vicario | 7:6, 6:4      |
| 2.  | 15. November 1987  | São Paulo         | Hartplatz | Gilad Bloom      | Tomás Carbonell Sergio Casal        | 6:3, 6:7, 6:4 |
| 3.  | 12. Juni 1988      | Bologna (1)       | Sand      | Emilio Sánchez   | Rolf Hertzog Marc Walder            | 6:1, 7:6      |
| 4.  | 13. November 1988  | Buenos Aires      | Sand      | Carlos Costa     | Eduardo Bengoechea José Luis Clerc  | 6:3, 3:6, 6:3 |
| 5.  | 7. Mai 1989        | München           | Sand      | Balázs Taróczy   | Peter Doohan Laurie Warder          | 7:6, 6:3      |
| 6.  | 14. Mai 1989       | Hamburg (1)       | Sand      | Emilio Sánchez   | Boris Becker Eric Jelen             | 6:4, 6:1      |
| 7.  | 18. Juni 1989      | Bologna (2)       | Sand      | Sergio Casal     | Tomas Nydahl Jörgen Windahl         | 6:2, 6:3      |
| 8.  | 6. August 1989     | Kitzbühel (1)     | Sand      | Emilio Sánchez   | Petr Korda Tomáš Šmíd               | 7:5, 7:6      |
| 9.  | 15. April 1990     | Barcelona (1)     | Sand      | Andrés Gómez     | Sergio Casal Emilio Sánchez Vicario | 7:6, 7:5      |
| 10. | 30. Juli 1990      | ATP Kitzbühel (2) | Sand      | Éric Winogradsky | Francisco Clavet Horst Skoff        | 7:6, 6:2      |
| 11. | 7. Oktober 1990    | Athen             | Sand      | Sergio Casal     | Tom Kempers Richard Krajicek        | 4:6, 7:6, 6:3 |
| 12. | 11. März 1991      | Indian Wells      | Hartplatz | Jim Courier      | Guy Forget Henri Leconte            | 7:6, 3:6, 6:3 |
| 13. | 17. Mai 1991       | Umag (1)          | Sand      | Gilad Bloom      | Richey Reneberg David Wheaton       | 7:6, 6:1      |
| 14. | 19. August 1991    | Schenectady       | Hartplatz | Todd Woodbridge  | Andrés Gómez Emilio Sánchez         | 3:6, 7:6, 7:6 |
| 15. | 12. April 1992     | Barcelona (2)     | Sand      | Andrés Gómez     | Ivan Lendl Karel Nováček            | 6:4, 6:4      |
| 16. | 18. April 1994     | Nizza             | Sand      | Mark Woodforde   | Hendrik Jan Davids Piet Norval      | 7:5, 6:3      |
| 17. | 10. Oktober 1994   | Athen             | Sand      | Luis Lobo        | Cristian Brandi Federico Mordegan   | 5:7, 6:1, 6:4 |
| 18. | 17. Juli 1995      | Gstaad            | Sand      | Luis Lobo        | Arnaud Boetsch Marc Rosset          | 6:7, 7:6, 7:6 |
| 19. | 28. August 1995    | Umag (2)          | Sand      | Luis Lobo        | David Ekerot László Markovits       | 6:4, 6:0      |
| 20. | 22. April 1996     | Barcelona (3)     | Sand      | Luis Lobo        | Neil Broad Piet Norval              | 2:6, 6:4, 6:4 |
| 21. | 13. Januar 1997    | Sydney            | Hartplatz | Luis Lobo        | Paul Haarhuis Jan Siemerink         | 6:4, 6:7, 6:3 |
| 22. | 10. März 1997      | Scottsdale        | Hartplatz | Luis Lobo        | Jonas Björkman Rick Leach           | 6:3, 6:3      |
| 23. | 12. Mai 1997       | Hamburg (2)       | Sand      | Luis Lobo        | Neil Broad Piet Norval              | 6:2, 3:6, 6:4 |
| 24. | 6. Oktober 1997    | Bukarest          | Sand      | Luis Lobo        | Hendrik Jan Davids Daniel Orsanic   | 7:5, 7:5      |
| 25. | 24. August 1998    | Long Island       | Hartplatz | Julián Alonso    | Brandon Coupe Dave Randall          | 6:4, 6:4      |
| 26. | 26. Juli 1999      | Umag (3)          | Sand      | Mariano Puerta   | Massimo Bertolini Cristian Brandi   | 3:6, 6:2, 6:3 |

##### Challenger Tour
| Nr. | Datum              | Turnier       | Belag     | Doppelpartner      | Finalgegner                       | Ergebnis          |
| --- | ------------------ | ------------- | --------- | ------------------ | --------------------------------- | ----------------- |
| 1.  | 5. August 1991     | Segovia       | Hartplatz | Francisco Clavet   | Juan Carlos Báguena José Clavet   | 7:6, 6:2          |
| 2.  | 27. Juni 1994      | Porto         | Sand      | Luis Lobo          | Jorge Lozano Roberto Saad         | 7:6, 6:3          |
| 3.  | 18. September 1995 | Barcelona (1) | Sand      | Luis Lobo          | José Antonio Conde Nuno Marques   | 6:4, 6:76, 6:4    |
| 4.  | 7. Oktober 1996    | Barcelona (2) | Sand      | Luis Lobo          | Nicolás Lapentti Fabrice Santoro  | nicht ausgespielt |
| 5.  | 12. Oktober 1998   | Barcelona (3) | Sand      | José Antonio Conde | Massimo Bertolini Cristian Brandi | 4:6, 6:4, 6:3     |
| 6.  | 29. März 1999      | Barletta      | Sand      | Guillermo Cañas    | Gastón Gaudio Hernán Gumy         | 4:6, 6:2, 6:2     |

#### Finalteilnahmen
| Nr. | Datum              | Turnier         | Belag         | Doppelpartner  | Finalgegner                         | Ergebnis      |
| --- | ------------------ | --------------- | ------------- | -------------- | ----------------------------------- | ------------- |
| 1.  | 2. August 1987     | Båstad          | Sand          | Emilio Sánchez | Stefan Edberg Anders Järryd         | 6:7, 3:6      |
| 2.  | 25. Oktober 1987   | Wien            | Hartplatz (i) | Emilio Sánchez | Mel Purcell Tim Wilkison            | 3:6, 5:7      |
| 3.  | 31. Oktober 1988   | São Paulo       | Hartplatz     | Ricardo Acuña  | Jay Berger Horacio de la Peña       | 7:5, 4:6, 3:6 |
| 4.  | 25. Juni 1989      | Bari            | Sand          | Sergio Casal   | Simone Colombo Claudio Mezzadri     | 6:0, 3:6, 3:6 |
| 5.  | 29. April 1990     | Monte Carlo (1) | Sand          | Andrés Gómez   | Petr Korda Tomáš Šmíd               | 4:6, 6:7      |
| 6.  | 6. Mai 1990        | Madrid          | Sand          | Andrés Gómez   | Juan Carlos Báguena Omar Camporese  | 4:6, 6:3, 3:6 |
| 7.  | 9. Juli 1990       | Gstaad          | Sand          | Omar Camporese | Sergio Casal Emilio Sánchez Vicario | 3:6, 6:3, 5:7 |
| 8.  | 29. September 1991 | Palermo         | Sand          | Emilio Sánchez | Jacco Eltingh Tom Kempers           | 6:3, 3:6, 3:6 |
| 9.  | 18. Mai 1992       | Bologna         | Sand          | Javier Frana   | Luke Jensen Laurie Warder           | 2:6, 3:6      |
| 10. | 19. Juli 1992      | Stuttgart       | Sand          | Marc Rosset    | Glenn Layendecker Byron Talbot      | 6:4, 3:6, 4:6 |
| 11. | 8. November 1993   | Antwerpen       | Teppich (i)   | Wayne Ferreira | Grant Connell Patrick Galbraith     | 3:6, 6:7      |
| 12. | 4. April 1994      | Barcelona       | Sand          | Jim Courier    | Jewgeni Kafelnikow David Rikl       | 7:5, 1:6, 4:6 |
| 13. | 9. Mai 1994        | Rom             | Sand          | Wayne Ferreira | Jewgeni Kafelnikow David Rikl       | 1:6, 5:7      |
| 14. | 16. Januar 1995    | Auckland        | Hartplatz     | Luis Lobo      | Grant Connell Patrick Galbraith     | 4:6, 3:6      |
| 15. | 6. März 1995       | Scottsdale      | Hartplatz     | Luis Lobo      | Trevor Kronemann David Macpherson   | 6:4, 4:6, 3:6 |
| 16. | 1. Mai 1995        | Monte Carlo (2) | Sand          | Luis Lobo      | Jacco Eltingh Paul Haarhuis         | 1:6, 2:6      |
| 17. | 8. Mai 1995        | München         | Sand          | Luis Lobo      | Trevor Kronemann David Macpherson   | 3:6, 4:6      |
| 18. | 6. Mai 1996        | Prag            | Sand          | Luis Lobo      | Jewgeni Kafelnikow Daniel Vacek     | 3:6, 7:6, 3:6 |